# 桑野智宏
桑野 智宏（くわの ともひろ）は、日本の演出家。NHK職員。

## 来歴・人物
福岡県筑後市出身。久留米大学附設高等学校から、早稲田大学へ進学。
在学中は、大学公認サークルの学生劇団 ｢てあとろ50’｣に在籍（25期生）。『She See Sea』『Marginal Man かえりたがる脱獄者』『マージナル・マン ルームナンバー151へ』などの、作・演出を手がける。
3回目の受験、6年生の時に内定を勝ち取り、卒業後の2005年にNHKに入局。
2018年、NHK名古屋放送局での4年間の勤務を経て、東京に戻る。

## 作品

### テレビドラマ
- 連続テレビ小説
  - だんだん（2008年、大阪） - 演出
  - ウェルかめ（2009年、大阪） - 演出
  - 梅ちゃん先生（2012年、東京） - 演出
  - あまちゃん（2013年、東京） - 演出
  - おかえりモネ（2021年、東京） - 演出

- 大河ドラマ
  - 江〜姫たちの戦国〜（2011年） - 演出
  - いだてん〜東京オリムピック噺〜（2019年） - 演出

- 地域発ドラマ
  - ライドライドライド（2014年、宇都宮） - 演出[8]
  - ガッタン ガッタン それでもゴー（2015年、岐阜） - 取材
  - ラジカセ（2017年、津・名古屋） - 演出

- その他
  - ドラマ10 愛おしくて（2016年、名古屋） - 演出
  - 土曜ドラマスペシャル 1942年のプレイボール（2017年8月12日、名古屋） - 演出
  - 就活生日記（2020年、NHK総合） - 演出[10]
  - 17歳の帝国（2022年、NHK総合） - 演出

### ラジオドラマ
- FMシアター 第30回NHK名古屋創作ラジオドラマ脚本募集 最優秀賞受賞作 私の翼（2015年5月16日、名古屋） - 演出[11]

## 関連人物
- 渡邊崇 - 桑野の演出作品（『ラジカセ』『1942年のプレイボール』『就活生日記』など）で、音楽担当をしてきた作曲家。